# Bram de Does
Bram de Does est un créateur de caractères néerlandais, né le 19 juillet 1934 à Amsterdam et mort le 28 décembre 2015. Il a créé les polices Trinité et Lexicon, populaires chez plusieurs éditeurs, et a reçu plusieurs prix de typographie.

## Biographie
Bram de Does est né le 19 juillet 1934 à Amsterdam. Son père est le propriétaire de l’imprimerie Systema à Amsterdam-Est.
Il suit une formation d’imprimeur et de compositeur et étudie pendant trois ans à l’Amsterdamse Grafische School. En 1958, il travaille à la fonderie Enschedé. Il fonde l’imprimerie Spectatorpers en 1961,.
Il crée la police Trinité (en) entre 1978 et 1981 pour laquelle il reçoit le H.N. Werkmanprijs (nl) de l’Amsterdamse Fonds voor de Kunst en 1991.
Il crée la police Lexicon (en) avec Mattias Noordzij entre 1990 et 1991 pour le dictionnaire Van Dale.